# A magyar labdarúgó-válogatott mérkőzései 2001-ben
A magyar labdarúgó-válogatott 2001-ben 11 mérkőzést játszott. Hat találkozó a 2002-es labdarúgó-világbajnokság selejtezője volt, a többi öt pedig felkészülési és barátságos mérkőzés. Az évet két 1–1-es döntetlennel kezdte a nemzeti csapat, sorrendben Bosznia-Hercegovina és Jordánia ellen, majd ismét két döntetlen született, a világbajnoki-selejtezőn Litvánia ellen 1–1-es, Finnország ellen barátságos mérkőzésen 0–0-s. Románia 2–0-s győzelmet aratott a vb-selejtezőn Bukarestben, Grúzia ellen 4–1-es magyar győzelem született a Népstadionban. Augusztusban Németország súlyos, 5–2-es vereséget mért a magyar válogatottra. Azt ezt követő három selejtező-mérkőzését vereséggel zárta a nemzeti tizenegy, sorozatban Grúzia (1–3), Románia (0–2) és Olaszország (0–1) győzte le a válogatottat. Az esztendőt egy Macedónia elleni barátságos találkozóval zárta a csapat, amely 5–0-s győzelemmel ért véget. Érdekesség, hogy a legeredményesebb játékos egy hátvéd volt, Mátyus János, aki három gólt lőtt, és egyik találatát sem tizenegyesből szerezte.

## Eredmények
Barátságos mérkőzés
| 748. mérkőzés 2001. február 28. 17:30 | Bosznia-Hercegovina | 1 – 1                           | Magyarország   | Zenica Nézőszám: 2 000 Játékvezető: Lazarevski (macedón) |
| 748. mérkőzés 2001. február 28. 17:30 | Barbarez 22'        | (1 – 1) (Jegyzőkönyv) Részletek | Horváth F. 13' | Zenica Nézőszám: 2 000 Játékvezető: Lazarevski (macedón) |

Barátságos mérkőzés
| 749. mérkőzés 2001. március 7. | Jordánia      | 1 – 1                           | Magyarország | Ammán Nézőszám: 2 000 Játékvezető: Marszud (jordán) |
| 749. mérkőzés 2001. március 7. | Szilbajeh 40' | (1 – 0) (Jegyzőkönyv) Részletek | Mátyus 75'   | Ammán Nézőszám: 2 000 Játékvezető: Marszud (jordán) |

2002-es labdarúgó-világbajnokság-selejtező
| 750. mérkőzés 2001. március 24. 20:00 | Magyarország                      | 1 – 1                           | Litvánia                      | Népstadion, Budapest Nézőszám: 15 200 Játékvezető: Melnicsuk (ukrán) |
| 750. mérkőzés 2001. március 24. 20:00 | Sebők V. 71' (11-esből) Juhár 65' | (0 – 0) (Jegyzőkönyv) Részletek | Razanauskas 75' Gleveckas 43' | Népstadion, Budapest Nézőszám: 15 200 Játékvezető: Melnicsuk (ukrán) |

Barátságos mérkőzés
| 751. mérkőzés 2001. április 25. 20:30 | Magyarország            | 0 – 0 | Finnország | Üllői úti stadion, Budapest Nézőszám: 5 500 Játékvezető: Treossi (olasz) |
| 751. mérkőzés 2001. április 25. 20:30 | (Jegyzőkönyv) Részletek |       |            | Üllői úti stadion, Budapest Nézőszám: 5 500 Játékvezető: Treossi (olasz) |

2002-es labdarúgó-világbajnokság-selejtező
| 752. mérkőzés 2001. június 2. 20:30 | Románia                                  | 2 – 0                           | Magyarország                           | Bukarest Nézőszám: 20 526 Játékvezető: Poulat (francia) |
| 752. mérkőzés 2001. június 2. 20:30 | Niculae 5' 53' Ciobotariu 40' Contra 66' | (1 – 0) (Jegyzőkönyv) Részletek | Hamar 22' Pető 60' Fehér 78' Kabát 82' | Bukarest Nézőszám: 20 526 Játékvezető: Poulat (francia) |

2002-es labdarúgó-világbajnokság-selejtező
| 753. mérkőzés 2001. június 6. 20:15 | Magyarország                                                                            | 4 – 1                           | Grúzia                                    | Népstadion, Budapest Nézőszám: 7 325 Játékvezető: Strampe (német) |
| 753. mérkőzés 2001. június 6. 20:15 | Mátyus 40' Sebők V. 45+2' (11-esből) Korsós 55' 61' Halmai 6' Mátyus 20' Horváth F. 40' | (2 – 0) (Jegyzőkönyv) Részletek | Kobiasvili 77' Nemsadze 14' Abramidze 85' | Népstadion, Budapest Nézőszám: 7 325 Játékvezető: Strampe (német) |

Barátságos mérkőzés
| 754. mérkőzés 2001. augusztus 15. 20:45 | Magyarország                | 2 – 5                           | Németország                                                          | Népstadion, Budapest Nézőszám: 26 000 Játékvezető: Juan Ansuátegui Roca (spanyol) |
| 754. mérkőzés 2001. augusztus 15. 20:45 | Tököli 64' Horváth F. 90+1' | (0 – 2) (Jegyzőkönyv) Részletek | Böhme 31' (11-esből) Kehl 42' Jancker 46' Baumann 59' Bierhoff 90+2' | Népstadion, Budapest Nézőszám: 26 000 Játékvezető: Juan Ansuátegui Roca (spanyol) |

2002-es labdarúgó-világbajnokság-selejtező
| 755. mérkőzés 2001. szeptember 1. 21:00 | Grúzia                                                                           | 3 – 1                           | Magyarország                                          | Tbiliszi, Grúzia Nézőszám: 18 000 Játékvezető: Drago Koš (szlovén) |
| 755. mérkőzés 2001. szeptember 1. 21:00 | S. Arveladze 34' Dzsamarauli 53' Iasvili 64' Rekviasvili 43′, 65′ Demetradze 90' | (1 – 1) (Jegyzőkönyv) Részletek | Mátyus 42' Pető 23' Korsós 43' Lisztes 56' Halmai 58' | Tbiliszi, Grúzia Nézőszám: 18 000 Játékvezető: Drago Koš (szlovén) |

2002-es labdarúgó-világbajnokság-selejtező
| 756. mérkőzés 2001. szeptember 5. 20:15 | Magyarország | 0 – 2                           | Románia                                            | Népstadion, Budapest Nézőszám: 6 000 Játékvezető: Dallas (skót) |
| 756. mérkőzés 2001. szeptember 5. 20:15 | Lendvai 6'   | (0 – 2) (Jegyzőkönyv) Részletek | Ilie 11' Niculae 27' Contra 5' Rădoi 60' Chivu 80' | Népstadion, Budapest Nézőszám: 6 000 Játékvezető: Dallas (skót) |

2002-es labdarúgó-világbajnokság-selejtező
| 757. mérkőzés 2001. október 6. 20:45 | Olaszország               | 1 – 0                           | Magyarország             | Parma Nézőszám: 20 545 Játékvezető: Epifanio González (paraguayi) |
| 757. mérkőzés 2001. október 6. 20:45 | Del Piero 45' Tommasi 45' | (1 – 0) (Jegyzőkönyv) Részletek | Sebők V. 21' Lisztes 57' | Parma Nézőszám: 20 545 Játékvezető: Epifanio González (paraguayi) |

Barátságos mérkőzés
| 758. mérkőzés 2001. november 14. 20:15 | Magyarország                                                 | 5 – 0                           | Macedónia | Megyeri úti stadion, Budapest Nézőszám: 10 000 Játékvezető: Klucsnyikov (orosz) |
| 758. mérkőzés 2001. november 14. 20:15 | Lisztes 3' 74' Ferenczi 27' Tököli 57' (11-esből) Tokody 65' | (2 – 0) (Jegyzőkönyv) Részletek |           | Megyeri úti stadion, Budapest Nézőszám: 10 000 Játékvezető: Klucsnyikov (orosz) |